# Mathavara, Belur
Mathavara là một làng thuộc tehsil Belur, huyện Hassan, bang Karnataka, Ấn Độ.